# Enamorada con banda
Enamorada con banda es el vigésimo tercer álbum de estudio de la actriz y cantante mexicana Lucero, publicado el 21 de abril de 2017 por la compañía discográfica "Fonovisa" con permiso y en colaboración con el sello Universal Music Latino. A diferencia de algunos de los álbumes anteriores de la artista donde predominaba el género de mariachi y ranchero, este es su primer material dentro del género de banda sinaloense, otro tipo de música regional mexicana que se originó en el estado mexicano de Sinaloa. Material discográfico producido y dirigido por Luciano Luna, con quien Lucero trabaja por primera vez, Enamorada con Banda consiste en nuevas versiones de canciones de otros artistas, pero ahora dentro del género de banda, como Joan Sebastian, Trigo Limpio, Camilo Sesto, Juan Gabriel y Joan Manuel Serrat.
Según Lucero, su elección de interpretar temas del género de la banda sinaloense se debió a que la considera "alegre, popular y fiestera", además de representar su momento profesional actual y una innovación en su repertorio.
El 16 de septiembre de 2017, el álbum ganó el disco de oro en México, se le fue entregado este reconocimiento por su sello disquera al final de una presentación en la ciudad de Culiacán, Sinaloa en el cual se celebrara el día de la Independencia de México. Lucero no había logrado está certificación desde el álbum Quiéreme tal como soy.

## Antecedentes
Durante los años 2013 y 2015, en Brasil se transmiten las telenovelas Por ella soy Eva y Soy tu dueña a través de la televisora "SBT" (filial de la mexicana Televisa), obteniendo gran popularidad y colocando a Lucero en referencia como actriz dentro de ese páis.  Lucero visitó Brasil en varias ocasiones durante esos años para la promoción de las telenovelas, dando entrevistas y participando en diferentes programas como "Teleton", "Domingo Legal" y "The Noite con Danilo Gentili". Para la cintilla de inicio de ambas telenovelas, Lucero grabó las canciones "No me dejes ir" y "Dueña de tu amor" en el idioma portugués convirtiéndose en canciones muy escuchadas a través de la radio y televisión de ese país; para esto Lucero aprendió el idioma.
La canción "Não Me Deixe Ir" (versión en portugués de "No me dejés ir") se promocionó como descarga digital en iTunes a partir del 17 de junio de 2014. y "Dona ese amor" (versión en portugués de "Dueña de tu amor"). Aprovechando el gran éxito en Brasil debido a la transmisión de sus telenovelas y los dos sencillos promocionados, Lucero grabó dos canciones más en portugués "Refúgio e Liberdade" (Mi refugio y libertad) y "Não Me Loved As I Loved You" (No pudiste amar así); tanto Lucero como su compañías discográfica decidieron reunir las cuatro canciones, y el 23 de octubre de 2015 fue lanzado el mercado brasileño el EP "Dona Desse Amor"; Este EP logra grandes ventas y hace que Lucero coseche algunos premios en Brasil.
Para el 7 de mayo de 2015, los medios de comunicación latinos informaron que Lucero sería la protagonista de la telenovela "La indomable" producida por la cadena televisiva "Telemundo", e incluso se especuló que su protagonista sería el actor cubano William Levy, aunque este proyecto nunca se volvió realidad. El 2 de octubre de 2015, la cadena televisiva Telemundo anunció que Lucero sería la conductora de la primera edición de los nuevos premios "Latin American Music Awards" a transmitirse el 8 de octubre en el "Dolby Theater" en Hollywood, California; después de esto, no habría más proyectos con esta cadena televisiva.
El 26 de marzo de 2016, la cadena televisiva brasileña SBT y Lucero firman un contrato para protagonizar la telenovela "Carinha de Anjo", un remake de la telenovela Mundo de juguete, convirtiendo a Lucero en la primera artista mexicana en encabezar una producción brasileña; la telenovela se convierte en un éxito, rompe records de audiencia para una telenovela en ese país y posiciona a Lucero como actriz en el público brasileño.
El 28 de abril de 2016, Lucero realiza una presentación especial durante la XXIII edición de los Premios Billboard a la Música Latina junto a la Banda MS (una de las bandas sinaloense más emblemáticas de la música regional mexicana) interpretando el éxito "Solo con verte"; unos días después de la presentación, Lucero anunció a la prensa que estaría pensando en posiblemente realizar un álbum con canciones del género de banda, ya que dicha presentación así como la aceptación por la público de la misma, la habían inspirado y continuaría con ese proyecto. 
El 6 de octubre de 2016 Lcuero conduce la segunda edición de los "Latin American Music Awards" 2016 desde el Dolby Theatre en Hollywood, California y transmitido por la cadena televisiva Telemundo, durante este programa, Lucero realiza un dueto junto al cantante español Álvaro Soler; unos días después Lucero se presenta realizando un dueto junto a Marco Antonio Solís en el concierto de celebración de los 40 años de trayerctoria del segundo en Los Ángeles, California, acercándola más a la música regional mexicana. 
El 8 de diciembre de 2016, por falta de proyectos en la cadena Telemundo, Lucero anuncia realiza nuevos proyectos para la cadena televisiva "Univisión" (filial americana de Televisa); el 11 de diciembre, durante el evento "Mañanitas a la Virgen" la Catedral de San Fernando en San Antonio, Texas, Lucero, junto a una banda sinaloense, interpretó "Te amaré toda la vida" y "Morenita de ojos buenos".

## Realización y promoción
El 13 de diciembre de 2016, desde el "Centro Cultural Roberto Cantoral", en la Ciudad de México, Lucero reúne a los medios de comunicación y un selecto grupo de invitados para realizar la presentación de su próximo álbum "Enamorada con Banda", donde interpretó varios de los temas que incluirá el álbum los cuales fueron grabados en un DVD que acompañará este lanzamiento en 2017.
El primer sencillo del álbum 'Hasta que amanezca', del compositor Joan Sebastian comenzó a sonar en la radio el 17 de febrero de 2017 anunciando que el productor de su álbum es el multiganador del Grammy Luciano Luna. El 23 de febrero de 2017 durante la vigésima novena edición de "Premios Lo Nuestro" en Miami, Florida, Lucero interpretó en vivo por primera vez el tema 'Hasta que amanezca'

"Siempre he amado la música regional mexicana (…), y pienso que la banda sinaloense es como una prima cercana del mariachi".
Lucero

El 21 de abril de 2017, el álbum completo fue lanzado en versión física y digital en México y Estados Unidos. Grandes artistas y conjuntos exponentes del regional mexicano dentro de la categoría banda, como lo son La Banda El Recodo, Arrolladora Banda El Limón, Calibre 50, Los Sebastianes, Banda Carnaval y Rancho Viejo, brindaron una gran bienvenida a Lucero a este género.  Ese mismo día, se lanzan los vídeos a través de su canal VEVO en plataformas digitales de los temas "Me gustas mucho" y "Me gusta estar contigo" como nuevos sencillos a promocionar del álbum.
Durante el mes de mayo de 2017, se estrenan los vídeos "Búscame", "Me muero por estar contigo", "Yo necesito saber", "Tu nombre me sabe a hierba" y "Luna Blanca" en plataformas digitales; además dentro de la gira de promoción inicial del álbum por Estados Unidos, Lucero se presenta en los programas "Despierta América" y "El Gordo y la Flaca".
Se lanzaron cinco sencillos del álbum: "Hasta que amanezca", "Me gusta estar contigo", "Porque te vas", "Me gustas mucho" y "Si quieres verme llorar". El primero, que fue el más promocionado por la cantante, alcanzó el puesto #7 en las listas de la revista Billboard dentro de la categoría "Top Mexican Songs" durando 14 semanas dentro de la lista.
'Enamorada con Banda' alcanzó el puesto #16 en los álbumes mexicanos regionales de Billboard, siendo el primer álbum en solitario de Lucero en ingresar a esta lista desde su álbum "Mi secreto de amor" en el 2011.
Durante los meses de junio y julio de 2017, Lucero estuvo promocionando el álbum en México, presentándose en programas de radio, televisión y dando entrevistas, tuvo entrevistas con Adela Micha, Yordi Rosado y realizó sesiones de firmas de autográfos en las tiendas Liverpool y Mixup entre otras. Durante estas fechas Lucero se presentó en varios programas del canal principal de la televisora nacional "Televisa" e iniciando una nueva relación con la televisora y dejando atrás el veto impuesto por ésta.  En el mismo mes de junio, se anunció que Lucero sería un "coach" en la segunda temporada del programa "La voz Kids (México)", en donde comenzaron las grabaciones, pero debido a problemas legales por parte de Julión Álvarez, el programa se suspendió.
En conjunto con la promoción del álbum "Enamorada con banda", Lucero se encontraba también el promoción de su álbum en idioma portugués Brasileira, el cual estaba teniendo un gran éxito de ventas en Sudamérica, por lo tanto, la tienda de música Mixup junto con Universal Music México hicieron un tiraje especial para que al comprar el disco "Enamorada con Banda", los fans pudieran llevarse a casa una versión especial de "Brasileira" regresando, en el mes de agosto, a los primeros lugares de ventas de música regional mexicana a este álbum.

## Lista de canciones
| Enamorada con banda |                              |                                            |          |  |
| N.º                 | Título                       | Escritor(es)                               | Duración |  |
| 1.                  | «Hasta que amanezca»         | Joan Sebastian                             | 3:05     |  |
| 2.                  | «Me gusta estar contigo»     | Juan Gabriel                               | 2:22     |  |
| 3.                  | «Te quiero para mí»          | Héctor Plácido Cortez, William Gómez       | 3:41     |  |
| 4.                  | «Luna blanca»                | José María Gúzman de Castrajón             | 3:27     |  |
| 5.                  | «Tu nombre me sabe a hierba» | Joan Manuel Serrat                         | 3:20     |  |
| 6.                  | «Yo necesito saber»          | Juan Gabriel                               | 3:12     |  |
| 7.                  | «Si quieres verme llorar»    | Johnny Herrera                             | 3:14     |  |
| 8.                  | «Me muero por estar contigo» | Pedro Villar                               | 3:38     |  |
| 9.                  | «Porque te vas»              | José Luis Perales                          | 3:03     |  |
| 10.                 | «Me gustas mucho»            | Juan Gabriel                               | 2:50     |  |
| 11.                 | «Perdóname»                  | Antonio Morales Baretto, Bell Simon Napier | 3:36     |  |
| 12.                 | «Búscame»                    | Juan Carlos Calderón                       | 3:18     |  |
| 38:52               |                              |                                            |          |  |

## Créditos de realización
- Lucero - Voz
- Adolfo Pérez Butrón - fotografía
- Alfonso Castro - edición
- Alberto de León - A&R
- Aníbal Sánchez Galindo - mezcla, masterización
- Ernesto Fernández - A&R
- Honorio Sillas - edición
- Ismael Gutiérrez - ingeniero de sonido
- José Carlos Gil - ingeniero de sonido
- Julio González - portada, video
- Luciano Luna - productor, arreglo, dirección